# مائدة طوية
المائدة الطَّوِيَّة هي نوع من الأثاث صُنع لأول مرة في إنجلترا في القرن السادس عشر. يحتوي سطحها على قسم ثابت وجناحان مفصليان، والتي أو اللتان تطويان أسفل القسم الثابت لتتدلى عموديًا عندما لا تكون قيد الاستخدام.